# Euproctis fuscabdominata
Euproctis fuscabdominata är en fjärilsart som beskrevs av Barend J. Lempke 1959. Euproctis fuscabdominata ingår i släktet Euproctis och familjen tofsspinnare. Inga underarter finns listade i Catalogue of Life.